# Гімпаць (Димбовіца)
Гімпаць, Гімпаці (рум. Ghimpați) — село у повіті Димбовіца в Румунії. Адміністративно підпорядковане місту Рекарі.
Село розташоване на відстані 34 км на північний захід від Бухареста, 39 км на південний схід від Тирговіште, 112 км на південь від Брашова.

## Населення
За даними перепису населення 2002 року у селі проживали 869 осіб, з них 868 осіб (99,9%) румунів. Усі жителі села рідною мовою назвали румунську.